# Юнусова, Эльвира Ахтямовна
Эльви́ра Ахтя́мовна Юну́сова (баш. Юнысова Эльвира Әхтәм ҡыҙы; р. 4 января 1960 года, г. Сибай) — театральная актриса, народная артистка Республики Башкортостан (1992). Депутат Государственного Собрания — Курултая Республики Башкортостан 4-го созыва. Заслуженная артистка Российской Федерации (2007).

## Биография
Эльвира Юнусова родилась 4 января 1960 года в г. Сибае Башкирской АССР.
Её родители — учителя, Ляля Мубаряковна и Ахтям Валиахметович.
Юнусова Э. училась в музыкальной школе, после окончания которой поступила в Уфимское училище искусств на фортепианное отделение. Окончив три курса училища, перевелась в Уфимский институт искусств на театральный факультет.
В 1983 году окончила Уфимский институт искусств. С третьего курса актриса играла главные роли в Башдрамтеатре — Гульнарису в «Утраченных грёзах» Атнабаева и Замзагуль в спектакле по пьесе Мустая Карима «Пеший Махмут». В дипломном спектакле «Три сестры», впоследствии перенесённом на сцену Башдрамтеатра, она исполняла роль Маши.
После окончания УГИИ (1983; курс Р. В. Исрафилова) актриса работала в БАТД, одновременно с 1987 по 1995 годы преподавала в УГИИ. С 2008 года — зам. председателя комитета по образованию, науке, культуре, спорту и делам молодёжи Государственного Собрания — Курултая РБ.

## Роли в спектаклях
Юнусова Эльвира Ахтямовна создала образы, наполненные искренностью, мягким женским обаянием: Замзагуль («Йәйәүле Мәхмүт» — «Пеший Махмут» М. Карима; дебют, 1983), Галия (по одноим. повести Т. Тагирова), Мария Тереза («Ярлыҡау» — «Помилование» по одноим. повести М. Карима; оба — в инсц. Исрафилова), Шафак («Ай тотолган тондэ»); характерные и комедийные с элементами гротеска и эксцентрики: Диляфруз («Диләфрүзгә дүрт кейәү» — «Четыре жениха Диляфруз» Т. Г. Миннуллина), Иркэ («Әстәғәфирулла!» — «О, ужас!» Н. Гаитбая), Стелла («Иҫ китмәле мөгөҙлө шәп ир» — «Великодушный рогоносец» Ф. Кроммелинка).

## Звания
- Медаль ордена «За заслуги перед Отечеством» II степени (11 мая 2021) — за заслуги в развитии отечественной культуры и искусства, многолетнюю плодотворную деятельность[1]
- Знак отличия «За самоотверженный труд в Республике Башкортостан» (2019)[2]
- Заслуженная артистка Российской Федерации (2007)
- Народная артистка Республики Башкортостан (1992)
- Заслуженная артистка Башкирской АССР (1989)